# Майдан-Новы
Майдан-Новы (пол. Majdan Nowy) — деревня в Билгорайском повете Люблинского воеводства Польши. Входит в состав гмины Ксенжполь. По данным переписи 2011 года, в деревне проживало 734 человека.

## География
Деревня расположена на юго-востоке Польши, в пределах Сандомирской низменности, к северу от реки Танев, на расстоянии приблизительно 8 километров к югу от города Билгорай, административного центра повета. Абсолютная высота — 224 метра над уровнем моря. Через населённый пункт проходят региональные автодороги 835 и 853.

## Климат
Климат характеризуется как влажный континентальный с тёплым летом (Dfb  в классификации климатов Кёппена). Среднегодовая температура воздуха составляет 7,5 °C. Средняя температура самого холодного месяца (января) составляет -4,9 °С, самого жаркого месяца (июля) — 17,9 °С. Расчётная многолетняя норма осадков — 582 мм.

## История
В период с 1975 по 1998 годы деревня входила в состав Замойского воеводства.

## Население
Демографическая структура по состоянию на 31 марта 2011 года:
|         | Всего | До трудоспособного возраста | Трудоспособного возраста | Старше трудоспособного возраста |
| ------- | ----- | --------------------------- | ------------------------ | ------------------------------- |
| Мужчины | 354   | 75                          | 254                      | 25                              |
| Женщины | 380   | 74                          | 237                      | 69                              |
| Всего   | 734   | 149                         | 491                      | 94                              |